# فرناندو كافيناغي

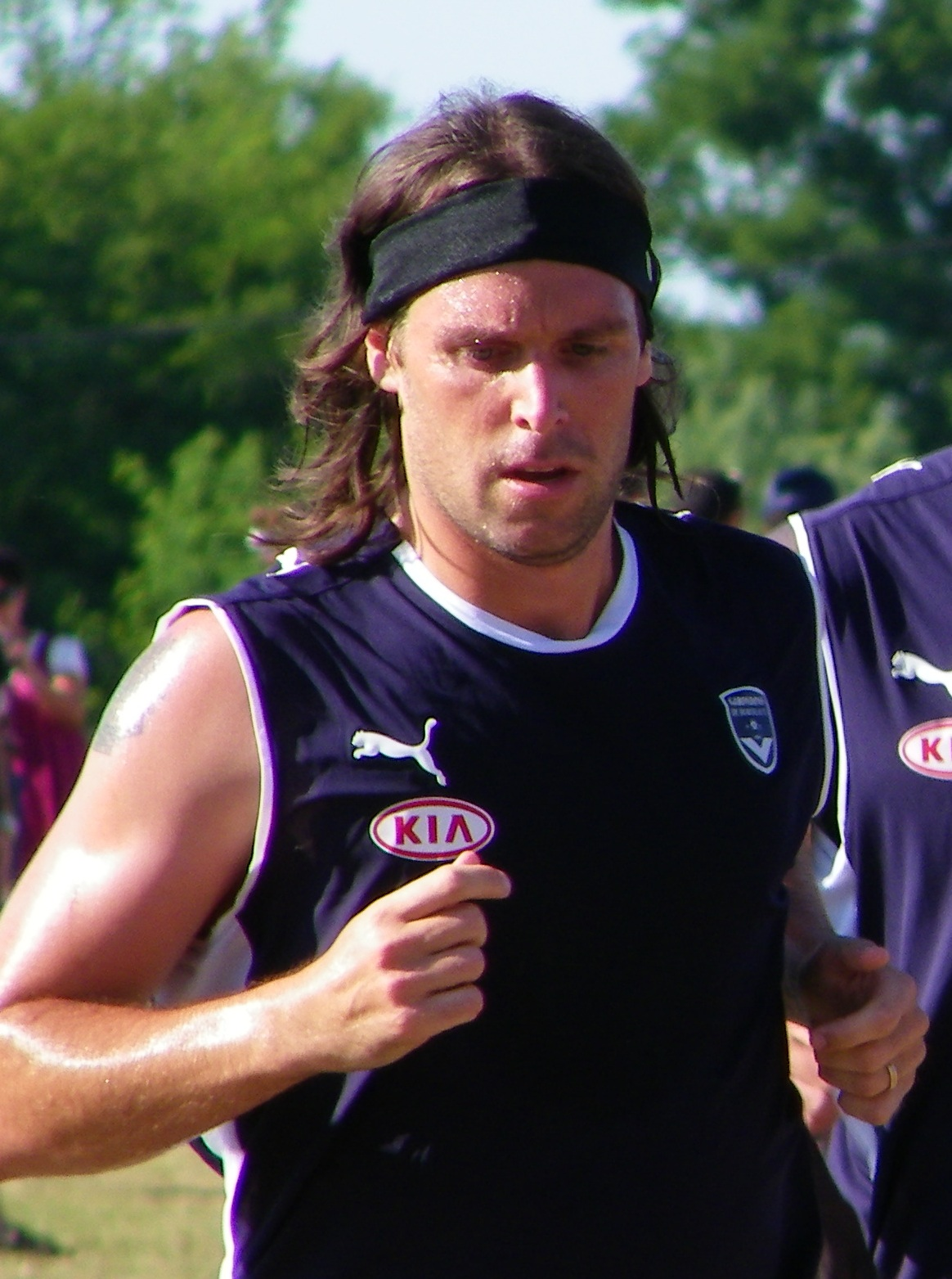
فيرناندو إيزيكويل كافيناغي

فيرناندو إيزيكويل كافيناغي (بالإسبانية: Fernando Ezequiel Cavenaghi)‏ ولد في (21 سبتمبر 1983 في أوبرين) لاعب كرة قدم أرجنتيني يلعب حاليا لصالح نادي الدرجة الأولى بوردو الفرنسي ومنتخب الأرجنتين في مركز المهاجم . .

## المسيرة الرياضية

### ريفر بليت
بدأ كافيناغي مسيرته الرياضية في نادي ريفر بليت الأرجنتيني سنة 2000 حيث شارك في 5 مباريات مسجلا هدف واحد في موسم 2000/2001 . في الموسم التالي 2001/2002 شارك في 23 مباراة مسجلا 17 هدف من ضمنها تسجيل 3 أهداف (هاتريك) في مباراة واحدة في مرمى نادي إستوديانتيس . غادر نادي ريفر بليت في بداية موسم 2004/2005 حيث انضم إلى نادي سبارتاك موسكو الروسي مقابل 6.5 مليون جنيه إسترليني . خلال وجود في نادي ريفر بليت والتي بلغت 3 سنوات شارك في 89 مباراة مسجلا 55 هدف .

### سبارتاك موسكو
في موسم 2005 لم يستطع كافيناغي التأقلم سريعا حيث سجل 7 أهداف فقط في 26 مباراة بينما هداف بطولة الدوري آنذاك دميتري كيريتشينكو سجل 14 هدف ولكنه استطاع أن يساهم في احتلال نادي سبارتاك موسكو مركز يؤهله للمشاركة في بطولة دوري أبطال أوروبا . لقد كان الموسم الأول لكافيناغي في روسيا صعبا حيث حاول أن يتأقلم مع أسلوب اللعب الروسي بالإضافة إلى المعيشة في روسيا والتحدث بلغتها . في موسم 2006 تحسن أداء كافيناغي ولكن شائعات رحيله بدأت في الانتشار .

### بوردو
في 22 يناير 2007 انتقل كافيناغي إلى نادي بوردو مقابل مبلغ لم يفصح عنه ولكن وسائل الاعلام الروسية رجحت أن مبلغ الصفقة يبلغ 11 مليون دولار بالإضافة إلى مبالغ مستقبلية . عند وصوله إلى فرنسا تم تسليمه القميص رقم 9 . شارك كافيناغي في أول مباراة في بطولة الدوري في مواجهة نادي نيس في 3 فبراير . استطاع أن يتألق كافيناغي سريعا وسجل 10 أهداف في 9 مباريات . في موسم 2008/2009 استطاع أن يجيد اللعب تحت قيادة المدرب لوران بلان وساهم في تحقيق النادي 3 بطولات وهي كأس الأبطال الفرنسي ثم كأس الدوري الفرنسي ثم بطولة دوري الدرجة الأولى .

### منتخب الأرجنتين
انضم كافيناغي إلى صفوف منتخب الأرجنتين الذي احتل المركز الرابع في بطولة كأس العالم لكرة القدم للناشئين تحت 20 سنة التي أقيمت الإمارات 2003 . نتيجة لتقديمه أداء عالي المستوى قرر مدرب منتخب الأرجنتين ألفيو بازيلي للمشاركة دوليا للمرة الأولى في مواجهة منتخب مصر في 26 مارس 2008 .

## الإنجازات
- دوري الدرجة الأولى : 2008/2009
- كأس الدوري الفرنسي : 2006/2007 - 2008/2009
- كأس الأبطال الفرنسي : 2008/2009

## روابط خارجية
- فرناندو كافيناغي على موقع الاتحاد الدولي (مؤرشف)  (الإنجليزية)
- فرناندو كافيناغي على موقع قاعدة بيانات كرة القدم.إي يو (الإنجليزية)
- فرناندو كافيناغي على موقع ليكيب (الفرنسية)
- فرناندو كافيناغي على موقع ناشيونال فوتبول تيمز (الإنجليزية)
- فرناندو كافيناغي على موقع Soccerway.com (الإنجليزية)
- فرناندو كافيناغي على موقع عالم كرة القدم.نت (الإنجليزية)
- فرناندو كافيناغي على موقع كووورة
- فرناندو كافيناغي على موقع AS.com (الإسبانية)